# 象鼻窩駅
象鼻窩駅（ぞうびかえき、中文表記: 象鼻窝站、英文表記: Xiangbiwo station）は、中華人民共和国湖南省長沙市岳麓区にある長沙地下鉄6号線の駅である。

## 駅周辺
- 泉水路
- 湖南建工集団四分司
- 象鼻窩森林公園